# Odallus: The Dark Call
Odallus: The Dark Call es un videojuego de plataformas de acción y aventuras en la misma vena de Castlevania III: Dracula's Curse, desarrollado por estudio el indie brasileño Joymasher. Se estrenó originalmente para PC, pero también más tarde para Nintendo Switch, PlayStation 4 y Xbox One.

## Desarrollo
Odallus fue desarrollado por JoyMasher, un estudio desarrollador brasileño quién anteriormente había creado Oniken. El videojuego fue financiado en parte a través de una campaña de micromecenazgo por medio de Indiegogo, recaudando USD $7,533 para sus costes de desarrollo en agosto de 2013. Se puso a la venta en julio de 2015, y en noviembre de 2015, fue actualizado para incluir un Modo Veterano "más difícil" qué incluyó tipos de enemigos nuevos.

## Trama
Un ejército de demonios incendian la aldea de Haggis y se llevan a su hijo; Haggis se pone en acción para derrotarles. Parece que un culto misterioso ha secuestrado a su hijo con planes de llevar a cabo un sacrificio oscuro. Haggis se abre camino combatiendo desde la aldea hasta un castillo en la cima de una montaña cercana; dos veces batallando contras dos generales demoniacos en el camino, asesinato a uno y forzando al otro (una mujer) a retirarse. A lo largo de su travesía recolecta unos fragmentos misteriosos que finalmente forman el orbe Odallus. En la habitación de trono del castillo, su dirigente se revela como siendo el hijo de Haggis, que de alguna manera envejecido hasta alcanzar la edad adulta y quien declara haber vivido mil años. Le ofrece compartir el poder del Odallus con su padre y reinar conjuntamente como los dioses nuevos del mundo, pero Haggis se rehúsa y asesina a su hijo. Inmediatamente arrepentido, es pronto llenado con el poder del Odallus, y se rehúsa a gobernar el mundo; decidiendo, en cambio, que el mundo ya no tiene más necesidad de dioses. Él convoca un pilar de energía enceguecedor que destruye el castillo (y presumiblemente a él mismo) mientras la general femenina observa todo desde la distancia.
Después de los créditos, Haggis despierta en una tierra extraña, donde un ojo ominoso resplandeciente se forma en las nubes, y una voz le anima a crear un mundo nuevo a partir de la de oscuridad en el interior de él.

## Jugabilidad
Odallus es un videojuego de plataformas de acción y aventuras, el cual es altamente reminiscente de los primeros videojuegos de plataforma para Nintendo Entertainment System, más notablemente de las franquicias Castlevania y Metroid. El jugador controla a Haggis, quién puede correr, saltar y utilizar su arma, inicialmente una espada débil. Como el videojuego incluye varios elementos de juegos de rol, Haggis puede mejorar su equipamiento y capacidades al encontrar los elementos escondidos durante los varios niveles. Pueda entonces revisitar niveles anteriores para superar obstáculos y encontrar secretos adicionales. Cada nivel contiene un jefe al que se hace más fácil alcanzar cuándo el jugador descubre los atajos secretos. Haggis también puede adquirir armas secundarias como hachas, antorchas, etc., las cuales tienen una cantidad limitada de usos, indicados en el HUD del videojuego.

## Recepción
Odallus recibió reseñas positivas, contando actualmente con 80/100 en Metacritic. Destructoid le dio al videojuego un 9/10, indicando que "Odallus: The Dark Call es una adición digna  a la biblioteca de cada fan de metroidvania y vale el precio que cuesta". USGamer también recomendó el videojuego. Worthplaying calificó a Odallus con 9/10 y concluyó que los "fans quiénes adoran juegos de aventura de la era de consolas [clásica] sin duda deberían probar Odallus." El videojuego recibió un 8/10 de CGMagazine, quiénes lo llamaron "frustrante a veces, gracias al nivel de dificultad", pero no obstante recomendaron el videojuego. M! Games le dieron a la versión para Switch una puntuación de 74 de 100, llamándolo un buen homenaje a videojuegos como The Legendary Axe y Castlevania.
La revista italiana The Games Machine le dio una puntuación de 4/5.